# Valverde (Sicília)

Ubicació de Valverde (Sicília) dins de la província

Valverde (sicilià Bedduvirdi) és un municipi italià, dins de la ciutat metropolitana de Catània. L'any 2006 tenia 7.573 habitants. Limita amb els municipis d'Aci Bonaccorsi, Aci Castello, Aci Catena, Aci Sant'Antonio, San Giovanni la Punta i San Gregorio di Catania.

## Administració
| Període | Identitat    | Partit        |
| ------- | ------------ | ------------- |
| 2008-   | Angelo Spina | Llista cívica |